# Dais de Charles VII
Le Dais de Charles VII est une tapisserie du XVe siècle attribuée à Jacob de Littemont et conservée au Musée du Louvre. C'est un dais, réalisé pour être accroché au dessus du trône du roi de France Charles VII. Resté ignoré des historiens de l'art jusqu'en 2008, il s'agit du seul exemple connu de dais royal français parvenu jusqu'à nous, ce qui en fait un objet particulièrement important.

## Histoire
L'analyse de l'emblématique de la tapisserie, notamment celle du soleil d'or sur fond vermeil, devise adoptée par les rois de France au XVe siècle, assure la provenance royale de cette oeuvre. Cependant c'est le style de la tapisserie, et particulièrement celui de la tunique des anges, qui a permis aux historiens de l'art d'affirmer que ce dais surmontait un trône de Charles VII. L’auteur du carton a été identifié : il s’agit vraisemblablement de Jacob de Littemont, grand maître d'origine flamande du XVe siècle, peintre de Charles VII, auteur notamment de la verrière de l’Annonciation de la cathédrale de Bourges, vers 1450.
Jusqu'en 2008, il n'est pas identifié. Conservé dans une demeure privée, il est considéré par ses propriétaires comme datant du XIXe siècle. Informés par un antiquaire, les conservateurs du Louvre découvrirent alors ce qui est sans doute le seul dais royal encore conservé, qui plus est dans un état de fraîcheur exceptionnel, ce qui en fait un objet particulièrement important pour l'histoire de l'art.
Le dais a été acquis par le Musée du Louvre pour un montant total de 5,6 millions d'euros et a rejoint le département des objets d'art grâce au mécénat de la Société des amis du Louvre, qui a apporté 2,8 millions d'euros (avec une participation du Fonds du patrimoine et des fonds propres du Louvre).
La restauration de la tapisserie a été confiée à la manufacture royale de tapisseries De Wit, à Malines (Mechelen), en Belgique. Le dais est exposé au Louvre depuis le 17 septembre 2010, au sein de l'aile Richelieu, au premier étage, salle 6.

## Description
Il s'agit d'un dais, et plus précisément d'un dosseret, c'est-à-dire la partie verticale du dais. Un dais est « un ouvrage de bois ou de tenture fixé sur un châssis, disposé en marque d’honneur au-dessus du maître-autel d’une église, d’un trône, de la place d’un grand personnage, etc ».
Sur un fond rouge vermeil où brille un grand soleil d’or entouré d’une multitude d’astres, deux grands anges en vol, aux vêtements fleurdelisés, tiennent une couronne gemmée sommée de fleurs de lys : tout indique que cette tapisserie fut tissée pour un roi de France. L’étude stylistique et historique permet de conclure qu’il s’agit d'un dai de Charles VII. De plus, le soleil d’or entouré de petits soleils sur un fond rouge est en effet emblématique de Charles VII « le Victorieux » (1422-1461). On peut rapprocher les motifs de ce dais de ceux de la Tapisserie des Cerfs ailés présenté au Musée départemental des antiquités de Rouen.[réf. souhaitée]
Cette tapisserie permettait, lorsque le roi était assis sur son trône, de faire apparaître derrière lui deux anges descendant du ciel pour le couronner, affirmant ainsi l’essence divine de sa royauté.